# کاملیا دیاکونسکو
کاملیا دیاکونسکو (انگلیسی: Camelia Diaconescu؛ زادهٔ ۲ february ۱۹۶۳ (۶۲ سال)) ورزشکار روئینگ اهل رومانی است.
وی در مسابقات کشوری و بین‌المللی در مجموع برندهٔ ۱ مدال نقره، ۲ مدال برنز شده‌است.